# ZF Friedrichshafen
ZF Friedrichshafen AG, cunoscut și sub numele de ZF Group, inițial Zahnradfabrik Friedrichshafen și prescurtat în mod obișnuit la ZF (ZF = "Zahnradfabrik" = "Fabrica de angrenaje"), este un producător german de piese auto cu sediul în Friedrichshafen, în regiunea de sud-vest a Germaniei Baden-Württemberg.

## Legături externe
- ZF.com official website
  - ZF-Group at linkedin
  - ZF Friedrichshafen pe Twitter
  - ZF Friedrichshafen's channel pe YouTube
  - ZF Friedrichshafen pe Instagram
  - ZF Friedrichshafen pe Facebook
- Documents and clippings about  ZF Friedrichshafen în 20th Century Press Archives din cadrul Bibliotecii Naționale de Economie din Germania (ZBW)